# Castle Hill Avenue (Pelham Line)
Castle Hill Avenue is een station van de metro van New York aan lijn 6.
Het station bevindt zich op de hoek van Castle Hill Avenue en Westchester Avenue. Het is gelegen in het stadsdeel The Bronx. Het is geopend op 24 oktober 1920 en het eerstvolgende station in westelijke richting is Parkchester. In oostelijke richting is dat Zerega Avenue.
Het station bevindt zich op een viaduct. Metrolijn 6 doet het station niet te allen tijde aan.
Van noord naar zuid:
Pelham Bay Park · 
Buhre Avenue · 
Middletown Road · 
Westchester Square-East Tremont Avenue · 
Zerega Avenue · 
Castle Hill Avenue · 
Parkchester · 
St. Lawrence Avenue · 
Morrison Avenue-Soundview · 
Elder Avenue · 
Whitlock Avenue · 
Hunts Point Avenue · 
Longwood Avenue · 
East 149th Street · 
East 143rd Street-St. Mary's Street · 
Cypress Avenue ·
Brook Avenue · 
Third Avenue-138th Street · 
125th Street · 
116th Street · 
110th Street · 
103rd Street · 
96th Street · 
86th Street · 
77th Street · 
68th Street-Hunter College · 
59th Street · 
51st Street · 
Grand Central-42nd Street · 
33rd Street · 
28th Street · 
23rd Street · 
14th Street-Union Square · 
Astor Place · 
Bleecker Street · 
Spring Street · 
Canal Street · 
Brooklyn Bridge-City Hall